# Jonas Wulfwenstierna

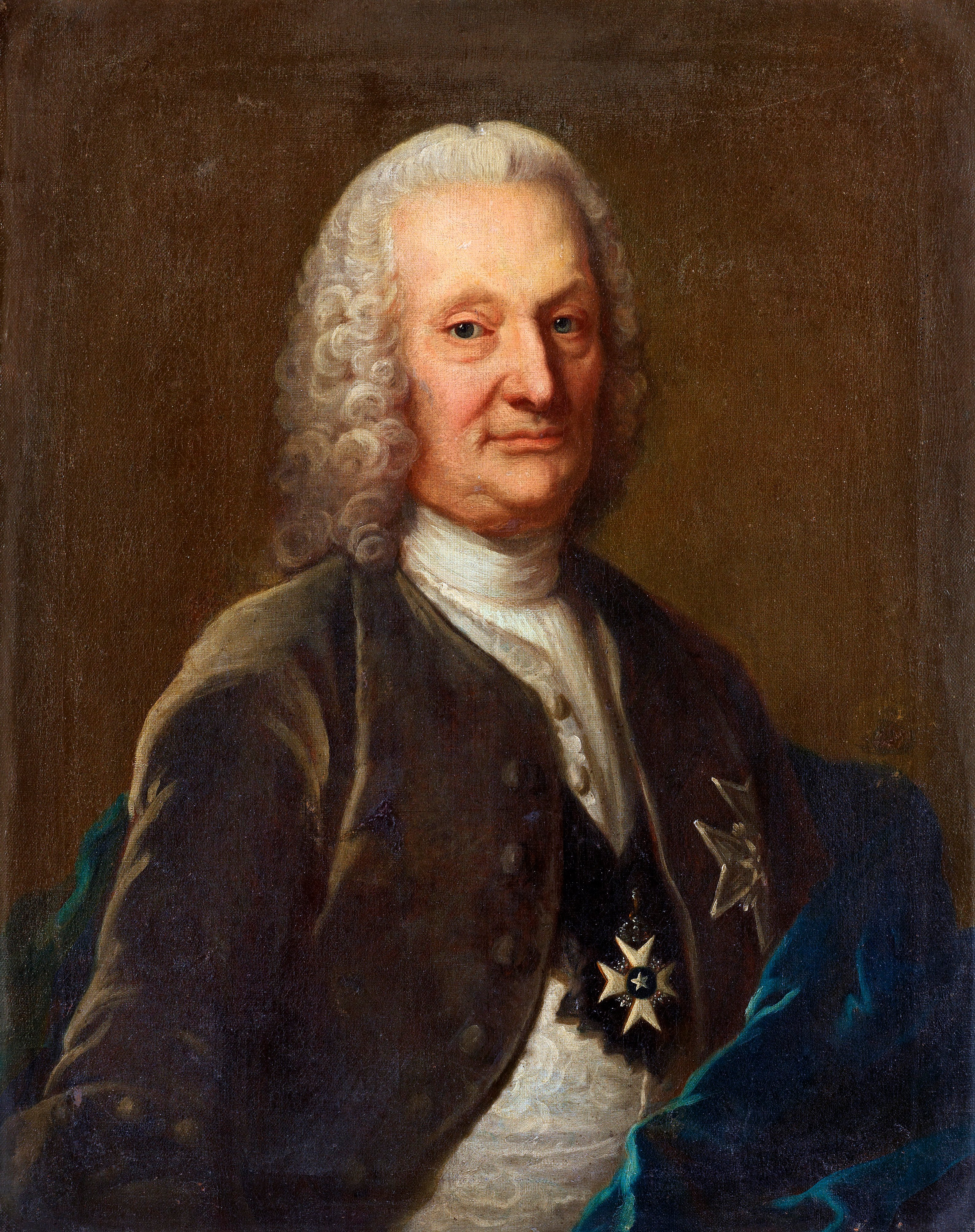
Jonas Wulfwenstierna, målad av Carl Fredrich Brander.

Jonas Wulfwenstierna, född 16 juli 1681 i Västergötland, död 12 december 1762, var en svensk friherre och ämbetsman.
Wulfwenstierna var riddarhussekreterare från och med 1710 års till och med 1731 års riksdag och skaffade sig stort anseende genom det utmärkta sätt som han skötte denna befattning under så krävande omständigheter, som frihetstidens första riksdagar medförde. Efter att under 40 år ha varit dömt till vanmakt eller overksamhet blev Riddarhuset då nämligen den främsta kraften i det svenska statslivet. Med skäl har han därför räknats till de så kallade "riksfäderna" under frihetstiden, vars statsskick han också redan under Karl XII:s tid skall ha varit med om att förbereda.
Även på den allmänna lagstiftningen utövade Wulfwenstierna ett stort inflytande, genom att han från 1724 var medlem av lagkommissionen, och tog aktiv del i fullbordandet av 1734 års allmänna lag och genomdrivandet i riksdagen av den. 1727 blev han efter förord från Riddarhuset kammarråd, och visade stor duglighet även på denna tjänst. Till sina politiska åsikter var Wulfwenstierna moderat mössa. År 1749 tog han avsked från kammarrådsämbetet och 1762 från lagkommissionen.
Jonas Wulfwenstierna var son till ryttmästaren vid Västgöta kavalleri Johan Persson Wulf som adlades Wulfwenstierna. Jonas Wulfwenstierna var först gift med Maria Gyllenkrook, dotter till Johan Gyllenkrook. I det äktenskapet blev han far till Johan Wulfwenstierna och Gustaf Wulfwenstierna. Dottern Anna Beata Wulfwenstierna gifte sig med Carl Magnus Adlermarck. Jonas Wilfwenstierna gifte sedan om sig med ärkebiskop Mattias Steuchius dotter Anna Steuch men fick inga barn i det äktenskapet.
År 1762 blev han friherre, men begärde och fick, då hans söner avlidit barnlösa före honom, överflytta denna värdighet till sin måg, lagmannen Carl Magnus Adlermarck. Han var kommendör av Nordstjärneorden.